# アルカリド
アルカリド (英: alkalide) はアルカリ金属のアニオンを含む化合物の総称である。長い間、塩に含まれるアルカリ金属は全てカチオンとしてのみ存在すると考えられていたので、アルカリドのような化学種は理論的に興味深い。アルカリ土類金属であるバリウムのカチオンを含むアルカリド化合物も合成されている。

## ふつうのアルカリ金属
アルカリ金属は塩をつくることでよく知られている。食塩、すなわち塩化ナトリウム Na+Cl- は典型的なアルカリ金属の塩であり、アニオンとカチオンがバランスをとってイオン化合物の組成式を与えている。正電荷を持つカチオンをつくるために原子状ナトリウムから1つの電子が放出されると、安定な希ガスの電子配置になる、というのがこの現象への伝統的な説明である。アルカリドが発見されるまで、ナトリウムは常に1価のカチオンをつくると考えられていた。同じことが、他のアルカリ金属にも当てはまる。

## 概要
アルカリ金属がアニオン化すると、それぞれ Na− (natride、ナトリド)、K− (kalide、カリド)、Rb− (rubidide、ルビジド)、Cs− (caeside、セシド) になる。Li− (lithides、リチド) はまだ知られていない。アルカリドは1970年代に最初に見つかり
、異常な化学量論と低いイオン化ポテンシャルを持っていたので、理論的に興味深いものであった。アルカリドは、電子を"アニオン"としてを含む塩であるエレクトリドと化学的に関連づけられる。

## 化合物の例
典型的なアルカリドはナトリウムナトリド塩 [Na(2,2,2-クリプタンド)]+Na- である。この塩は Na+ と Na− の両方を含む。このクリプタンドは Na+ を隔離した上に安定化させ、Na- により還元されるのを防いでいる。カチオンとアニオンが対になっている二量体も知られていて、たとえば H+Na− 塩は"インバース水素化ナトリウム"として知られている。
一般にアルカリド化合物は熱力学的に不安定である。アルカリドアニオンは理論的にはほとんどの共有結合を破壊することができ、典型的なクリプタンドに存在する C-O 結合も例外ではない。特別なクリプタンド配位子の導入により、常温で安定なカリドまたはナトリド化合物を単離することが可能になった。